# Istoria Etiopiei

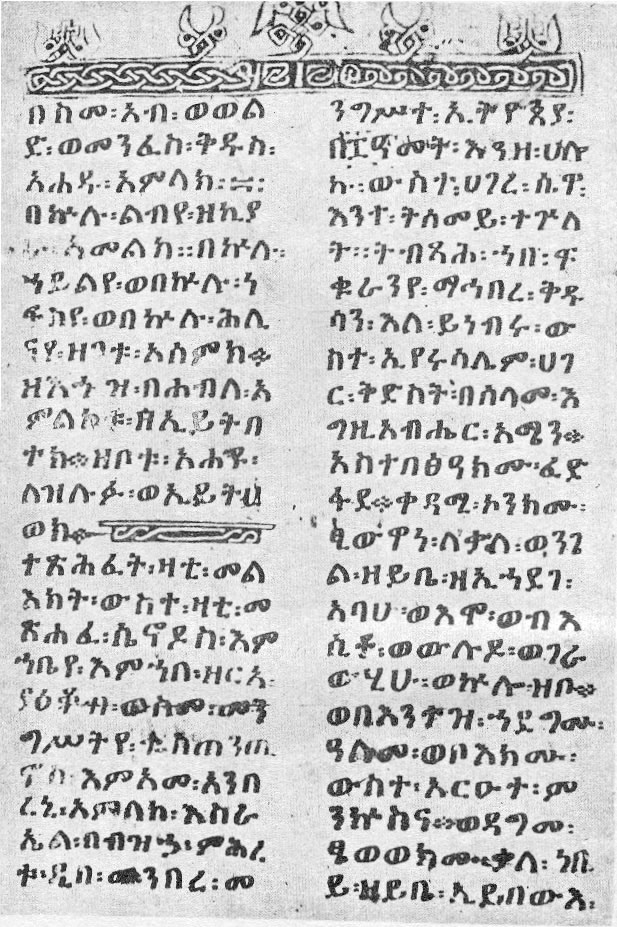
Scriere din Etiopia

Etiopia este țara independentă cea mai veche din Africa și una dintre cele mai vechi din lume. Împreună cu Liberia, au fost singurele țări care nu au făcut parte din imperiul colonialist (cu excepția perioadei de 5 ani, între 1936-1941, când a fost ocupată de Italia). În întreaga sa istorie a fost un punct de întâlnire a culturilor nord-africane, sub-sahariene și ale Orientului Mijlociu. 

## Origini
Popularea în Etiopia cu oameni este mai veche decât în oricare țară de pe Pământ și se consideră că omul modern (Homo sapiens) ar fi apărut pe aceste meleaguri.
Există o oarecare confuzie între folosirea cuvântului Etiopia între antichitate și vremurile noastre. Vechii greci foloseau cuvântul Aithiopia (Αἰθιοπία), care înseamnă țara fețelor arse de soare (de la αἴθω aithô «a arde» și ὤψ ôps, «față, chip») pentru a face referință la o zonă mult mai extinsă care cuprindea Nubia, Sudanul, actuala Etiopie și o parte a deșertului Libiei. Într-un sens mai amplu se putea referi la orice zonă din Africa situată la sud de Egipt. În acest sens s-a folosit în mai multe lucrări printre care și Iliada.
Primele date referitoare la actuala Etiopie provin de la negustorii egipteni care o vizitaseră în jurul anului 3000 î.e.n. și care au dat aceste țări de la sud de Nubia și Kush numele de Punt și Yam. Era considerată țara zeilor de unde egiptenii procurau parfumuri precum tămâie și mir precum și abanos, fildeș sau sclavi. Expediția despre care există cele mai multe date a fost cea organizată de regina Hatșepsut din secolul XV î.e.n., expediție care a avut rolul de a procura mir. Cu toate astea, datele fiind confuze, nu se poate determina cu exactitate localizarea acestor țări și nici alte trăsături ale locuitorilor de aici.
Regatul Saba, menționat în Vechiul Testament, se presupune că ar fi localizat pe teritoriul actualei Etiopii, dar există și teorii care îl localizează în Peninsula Arabică în actualul Yemen. Conform povestirilor din Kebra Nagast, Menelik I, fiul regelui Solomon și a reginei din Saba, a fost fondatorul Etiopiei.

## Regatul Axumit
Primul stat cunoscut care se poate localiza cu exactitate pe actualul teritoriu etiopian este Regatul Aksumit, care și-a luat numele de la orașul Axum.

## Epoca modernă

### Perioada comunistă (1974–1991)
După o perioadă de tulburări civile care a început în februarie 1974, un consiliu administrativ provizoriu format de soldați, cunoscut sub numele de Derg, a preluat puterea de la bătrânul împărat Haile Selassie I la 12 septembrie 1974 și a instalat un nou guvern. Derg-ul a executat 59 de membri ai fostului guvern, inclusiv doi foști prim-miniștri și consilieri ai coroanei, miniștri și generali. Împăratul Haile Selassie a murit la 22 august 1975.
Locotenent-colonelul Mengistu Haile Mariam și-a asumat puterea în funcția de șef al statului și președinte al Derg, după ce cei doi predecesori ai săi au fost uciși, precum și zeci de mii de alți presupuși oponenți. Noul guvern a întreprins reforme socialiste, inclusiv naționalizarea proprietăților proprietarilor de pământ și a bisericii. Anii de conducere ai lui Mengistu au fost marcați de un guvern în stil totalitar și de militarizarea masivă a țării, finanțată de Uniunea Sovietică și Blocul de Est și asistată de Cuba. În decembrie 1976, o delegație etiopienă la Moscova a semnat un acord de asistență militară cu Uniunea Sovietică. În aprilie 1977, Etiopia și-a abrogat acordul de asistență militară cu Statele Unite și a expulzat misiunile militare americane.
Noul regim din Etiopia a întâmpinat rezistență armată din partea marilor proprietari de pământ, regaliști și nobili. Rezistența a fost centrată în mare parte în provincia Eritreea. Derg a decis în noiembrie 1974 să continue războiul în Eritreea, mai degrabă decât să caute o soluție prin negociere.
Din 1977 până la începutul lui 1978, mii de presupuși inamici ai Derg-ului au fost torturați și/sau uciși într-o epurare numită Qey Shibir ("Teroarea Roșie"). Comunismul a fost adoptat oficial la sfârșitul anilor 1970 și începutul anilor 1980; în 1984, a fost înființat Partidul Muncitorilor din Etiopia (WPE), iar la 1 februarie 1987, o nouă constituție civilă în stil sovietic a fost supusă unui referendum popular. A fost aprobată oficial de 81% dintre alegători, iar în conformitate cu această nouă constituție, țara a fost redenumită Republica Populară Democrată Etiopia la 10 septembrie 1987, iar Mengistu a devenit președinte.
Mengistu a fugit din țară în azil în Zimbabwe, unde locuiește încă. Sute de mii au fost uciși din cauza Terorii Roșii, deportărilor forțate sau din cauza folosirii foametei ca armă. În 2006, după un lung proces, Mengistu a fost găsit vinovat de genocid.